# 奥尔加·布佐娃
奥尔加·伊戈列夫娜·布佐娃（俄语：Ольга Игоревна Бузова；1986年1月20日—）是俄罗斯女藝人、電視主持人、歌手、模特兒。

## 演藝生涯
奥尔加·伊戈列夫娜·布佐娃曾參與俄罗斯真人實境節目Dom-2。截至2021年8月，她拥有超过2,300万粉丝，其Instagram粉丝人數，仅次于拥有超过3,000万粉丝的综合格斗選手哈比布·努曼格莫多夫。